# Rolando Schiavi
Rolando Carlos Schiavi, ou simplesmente Schiavi (Lincoln, 18 de janeiro de 1973) é um ex-futebolista argentino que atuava como zagueiro.
Notabilizou-se como um dos mais ásperos marcadores do futebol argentino, embora reconhecido também por bom jogo aéreo, pela liderança e efetividade em cobranças de pênaltis. Mesmo sua rudeza era elogiada por quem a interpretava como de alguém que sabia atuar "no limite" das regras.
A nível clubístico, foi bem recordado especialmente em tempos modestos do Argentinos Juniors; em fase das mais vencedoras do Boca Juniors; e no Newell's Old Boys, clube no qual tornou-se o defensor com mais gols e também o mais velho jogador a estrear na Seleção Argentina, aos 36 anos, sete meses e 21 dias de idade.
Ele é um raros jogadores finalistas por três clubes diferentes na Taça Libertadores da América: após vencer a de 2003 com o Boca; foi vice para o próprio Boca como reserva do Grêmio na de 2007; e pôde ganhar a de 2009 ao ser emprestado por poucos meses pelo Newell's ao Estudiantes de La Plata.

## Carreira

### Argentino de Rosario e Argentinos Juniors
Schiavi começou a carreira nas categorias de base do Newell's Old Boys, mas o primeiro contrato profissional veio a ser assinado com outra equipe de Rosario, o modesto começou a carreira profissional no pequeno Argentino de Rosario, em 1993. Em 1995, foi contratado pelo Argentinos Juniors, onde permaneceu até o final do Torneo Clausura de 2001; neste clube, normalmente conviveu com lutas contra o rebaixamento, tendo Schiavi uma carreira vista como de "ostracismo" até ser contratado pelo Boca Juniors.

### Boca Juniors
Para o Torneo Apertura de 2001, sua contratação foi indicada ao Boca Juniors, da Argentina, pelo então treinador Carlos Bianchi, que estava preocupado com a reposição à saída do zagueiro colombiano Jorge Bermúdez, principal líder defensivo da equipe que havia conquistado, no ano 2000, a Taça Libertadores da América e o Mundial Interclubes e que acabara de conquistar a Taça Libertadores da América de 2001.
Foi titular imediato do time e virou ídolo por ter conquistado vários títulos importantes pelo clube. Durante sua passagem pelo Boca Juniors, o ano de 2003 foi o mais marcante, pois o time argentino conquistou pela quinta vez em sua história o título da Taça Libertadores da América, em final contra o Santos FC. Na campanha, ele chegou a seguir jogando mesmo sentindo dores que se revelaram ser de apendicite, que não impediram-no de marcar bem Iván Zamorano em duelo com o Colo-Colo.
Em dezembro, na decisão do Mundial Interclubes, contra o então campeão da UEFA Champions League, o Milan, da Itália, após empate em 1 a 1 no tempo normal e na prorrogação, o zagueiro marcou um gol na decisão por pênaltis, vencida pelo Boca Juniors por 3 a 1 e que marcou a terceira conquista mundial do clube argentino.

### Hercules
Depois de fazer história nos Xeneizes, Schiavi foi atuar no futebol espanhol, mais precisamente no pequeno Hércules CF, de Alicante, onde jogou durante o ano de 2006 na Segunda Divisão espanhola. Não teve muito sucesso durante sua passagem pela Espanha, mas a torcida de seu time nutria imensa simpatia por ele, tanto que, no seu último jogo pelo Hércules CF, muitos torcedores mostravam placas revelando a saudade.

### Gremio
Em janeiro de 2007, o zagueiro argentino foi contratado pelo Grêmio Foot Ball Porto Alegrense, do Brasil, para a disputa da Taça Libertadores da América. Em Porto Alegre, era muito querido pela torcida gremista e, embora tenha começado a temporada como titular, acabou perdendo a vaga na equipe para o zagueiro Teco. Durante sua passagem pelo time gaúcho, Schiavi conquistou o título do Campeonato Gaúcho e foi vice da Taça Libertadores, perdendo exatamente para o seu clube do coração, o Boca Juniors. No jogo final, em Porto Alegre, substituiu o lesionado zagueiro Teco e, no final do jogo, cometeu um pênalti que o centroavante Martin Palermo desperdiçou.
Quatro dias após a decisão, Schiavi foi o principal jogador em campo, com uma atuação impecável, na vitória do Grêmio por 2 a 0, no clássico contra o Internacional, no jogo disputado no Estádio Beira-Rio. Sua melhor fase no clube ocorreu após a final da Libertadores, quando participou de uma sequência de 8 jogos sem derrota no Campeonato Brasileiro de 2007.

### Newell's Old Boys
Em meados de agosto de 2007, Schiavi voltou ao futebol argentino para jogar no Newell's Old Boys.

### Estudiantes
No ano de 2009, foi contratado pelo Estudiantes para a disputa das fases semifinal (contra o Nacional, do Uruguai) e final (contra o Cruzeiro, do Brasil) da Taça Libertadores. E Schiavi teve atuações decisivas, formando a dupla de zaga com Leandro Desábato, chegando à sua quinta final e conquistando seu terceiro título. Bastante admirado pelo então técnico da Seleção Argentina, Diego Maradona, foi convocado para o último jogo das Eliminatórias, contra o Uruguai, em Montevidéu. Schiavi foi titular do time e um dos destaques do time na vitória por 1 a 0 que valeu a classificação da Seleção Argentina para a Copa do Mundo de 2010.

### Retorno ao Newell's Old Boys
Após a Taça Libertadores da América de 2009, Schiavi retornou ao Newell's Old Boys.

### Boca Juniors 2º passagem
Em 2011, foi contratado pelo Boca Juniors, onde é titular e xerife na zaga da equipe.
Apesar do desempenho regular na Libertadores de 2012, Schiavi ficou marcado por ter falhado na final contra o Corinthians num passe simples que facilitou a arrancada de Emerson Sheik para fazer o 2º gol.

## Títulos
Boca Juniors
- Mundial Interclubes: 2003
- Copa Libertadores da América: 2003
- Copa Sul-Americana: 2004, 2005
- Recopa Sul-Americana: 2005
- Campeonato Argentino: 2003, 2005, 2011 (Apertura)
- Copa Argentina (1): 2011–12

Grêmio
- Campeonato Gaúcho: 2007

Estudiantes
- Copa Libertadores da América: 2009